# Tower Prep
A Tower Prep egy amerikai-kanadai tévésorozat, amelyet Paul Dini készített a Cartoon Network számára. A műsor egy Ian Archer nevű fiúról szól, egy egyszerű emberről, aki bekerült a címadó iskolába. A Tower Prep iskolába különleges képességű gyerekek járnak. Három barátot is szerzett magának a tartózkodása alatt. A műsor 1 évadot élt meg 13 epizóddal. Magyarországon soha nem vetítették. 45 perces (háromnegyed órás) egy epizód. (Ha a reklámszünetek is beleszámítanak, akkor egy órára nyúlik ki a sorozat ideje.) Az USA-ban 2010. október 16.-tól 2010. december 28.-ig ment. Ez is bukásnak számított, éppúgy, mint a CN összes élőszereplős (live-action) műsora. Sokan kritizálták ezeket a sorozatokat, mondván, hogy a Cartoon Network-nek rajzfilmeket kell vetítenie, hiszen benne van a csatorna nevében, hogy rajzfilm (cartoon).